# Pronomeuta
Pronomeuta is een geslacht van vlinders van de familie stippelmotten (Yponomeutidae).

## Soorten
- P. lemniscata Edward Meyrick, 1922
- P. sarcopis Edward Meyrick, 1905